# 基輔國際大學
基輔國際大學（烏克蘭語：Приватний заклад вищої освіти «Київський міжнародний університет»，羅馬化：Pryvatnyi zaklad vyshchoi osvity "Kyivskyi mizhnarodnyi universytet"，簡寫：КиМУ / KyMU）是一所位於乌克兰基辅的私立大学 ，成立于1994年。原名国际语言学及法律学院，2002年更名为現名。如今大學有近5,000名学生，学术人员包括65名理学博士、教授，148名理学博士及副教授。 